# Bombylius numidus
Bombylius numidus är en tvåvingeart som beskrevs av Macquart 1846. Bombylius numidus ingår i släktet Bombylius och familjen svävflugor. Inga underarter finns listade i Catalogue of Life.